# Merkozy
Merkozy er et portmanteau af efternavnene på de to europæiske statsledere, den tyske forbundskanslerinde Angela Merkel og den daværende franske præsident Nicolas Sarkozy, og betegner det tætte politiske parløb mellem de to lande under deres lederskab. 
Ordet "Merkozy" opstod efter Merkels og Sarkozys samarbejde i 2011 i forbindelse med Eurozonens gældskrise og Grækenlands økonomiske problemer.
De to har blandt andet ført fælles politik om EU's Finanspagt og Den Europæiske Stabilitetsmekanisme men har dog været ikke helt enige om Tobin-skatten.
Ordet opstod i den franske presse.
I engelske aviser sås ordet i september 2011.
Danske Politiken brugte "Merkozy" i december 2011.